# Grzegorz Jurgielewicz
Grzegorz Jurgielewicz, känd under artistnamnet Karcharoth, född 1976 i Wrocław, död 7 maj 2004 i Wrocław, var en polsk musiker inom black metal. Han var medlem i band som Graveland och Infernum. Han drabbades senare av schizofreni och begick självmord genom att hoppa från ett höghus i Wrocław.

## Diskografi

### Graveland
- 1994 – The Celtic Winter (demo)
- 1994 –	Carpathian Wolves (studioalbum)
- 1995 – Thousand Swords (studioalbum)
- 2014 – Resharpening Thousand Swords (demo)

### Infernum
- 1993 – The Dawn Will Never Come (demo)
- 1993 – Damned Majesty (demo)
- 1994 – ...Taur-nu-Fuin... (studioalbum)
- 2005 – Farewell (studioalbum)
- 2006 – The Curse (studioalbum)